# Награбіє
Награ́біє — пасажирський залізничний зупинний пункт Тернопільської дирекції Львівської залізниці.
Розташований між селами Кути та Надорожнів, Бережанський район Тернопільської області на лінії Ходорів — Березовиця-Острів між станціями Підвисоке (5 км) та Потутори (13 км).
Станом на травень 2019 року щодня дві пари дизель-потягів прямують за напрямком Ходорів — Тернопіль.